# Hiroshima
Hiroshima (広島 Hiroshimaⓘ?) es la capital de la prefectura de Hiroshima, en la región de Chūgoku, al oeste de Japón.
Está localizada sobre el delta del corto río Ota (que nace en los cercanos montes Chugoku), el cual tiene siete brazos que dividen la ciudad en seis islas que se proyectan hacia la bahía de Hiroshima (la cual es una entrada del Mar Interior de Seto). La ciudad es casi totalmente llana y se encuentra levemente elevada sobre el nivel del mar.
Hiroshima fue la primera ciudad de la historia que sufrió un bombardeo nuclear. El 6 de agosto de 1945, el ejército de los Estados Unidos de América lanzó sobre la ciudad una bomba atómica, destruyéndola totalmente. 
En febrero de 2006 la ciudad contaba con una población estimada de 963,000 personas y una densidad de población de 1279,5 personas por km². Su superficie total es de 905,01km².

## Historia

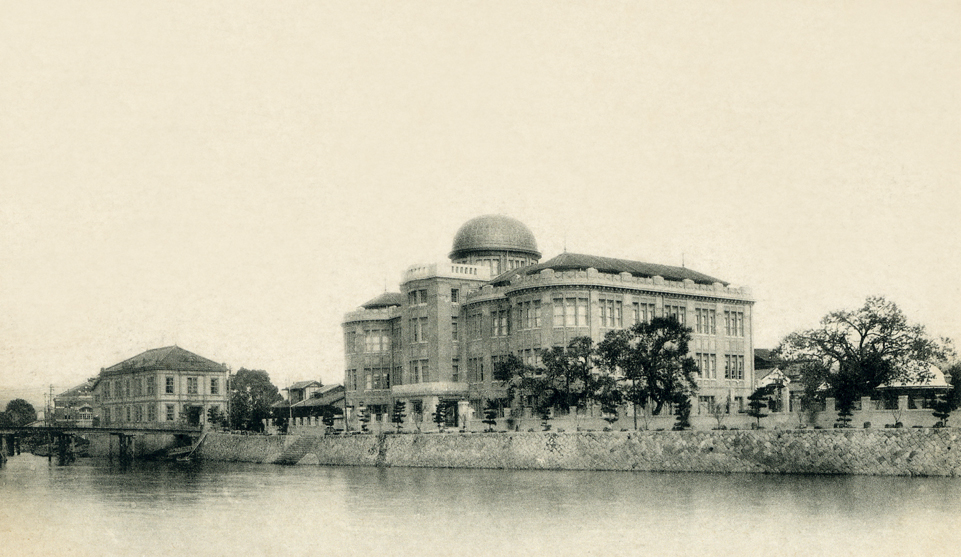
El Museo Comercial de Hiroshima en 1916, obra de Jan Letzel.

Hiroshima fue fundada en 1589 sobre la costa del mar Interior de Seto por el señor feudal Mōri Terumoto, convirtiéndola en capital después de marcharse del castillo de Koriyama en la provincia de Aki. construyendo rápidamente el Castillo de Hiroshima trasladándose Terumoto al mismo en 1593. Terumoto estaba en el bando perdedor en la batalla de Sekigahara. El ganador, Tokugawa Ieyasu, privó a Mori Terumoto de la mayoría de sus feudos, incluido Hiroshima, cediendo la provincia de Aki a Fukushima Masanori un daimio que había apoyado a Tokugawa. El castillo pasó a Asano Nagaakira en 1619 siendo nombrado daimio de esta zona. Bajo su administración la ciudad prosperó, se desarrolló y amplió con pocos conflictos y disturbios. Sus descendientes continuaron gobernando la ciudad hasta la restauración Meiji en el siglo XIX.
Se convirtió en un centro urbano durante la Era Meiji. Adquirió estatuto de ciudad el 1 de abril de 1889.
El 6 de agosto de 1945, en el transcurso del período final de la Segunda Guerra Mundial, ya habiéndose rendido Italia y Alemania, el ejército de los Estados Unidos de América lanzó sobre la ciudad una bomba atómica, siendo la primera vez que se usaba un arma nuclear en un episodio bélico y, en especial, contra la población civil donde se alcanzó el mayor pico de temperatura registrado en la zona. Tres días después, el 9 de agosto, lanzaron otra bomba atómica sobre la ciudad de Nagasaki, siendo ésta la segunda y última vez que se usaba este tipo de armamento. Estos hechos son conocidos como los Bombardeos atómicos sobre Hiroshima y Nagasaki.
La bomba atómica arrojada sobre la ciudad, a la que se le bautizó como Little Boy, era una bomba de uranio de unos  4400 kilogramos de peso, tenía tres metros de longitud y setenta y un centímetros de diámetro con un poder destructivo de 15kt. Fue arrojada desde el bombardero estadounidense Boeing B-29 Superfortress llamado Enola Gay, pilotado por el coronel Paul Tibbets, el cual bautizó al avión con el nombre de su madre. La Little Boy fue lanzada desde 10 450 m de altitud. La bomba explotó a las 8:15:45 a. m., aproximadamente a una altitud de 600 m sobre la ciudad japonesa, matando aproximadamente a 140 000 personas. Los bombardeos de Hirosima y Nagasaki fueron ordenados por el presidente de los EE. UU. Harry S. Truman.
Un mes después de la destrucción nuclear, Hiroshima se vio azotada por un tifón, que completó la destrucción realizada por el bombardeo. La ciudad fue reconstruida tras la guerra, en la reconstrucción se mantuvieron las ruinas del edificio construido por el arquitecto checo Jan Letzel para la Exposición Comercial de la Prefectura de Hiroshima (HMI) que se reconvirtió en el Monumento de la Paz de Hiroshima y sirve hoy como un monumento conmemorativo de la devastación nuclear y un símbolo de esperanza en la paz mundial y la eliminación de todas las armas nucleares.

Galería
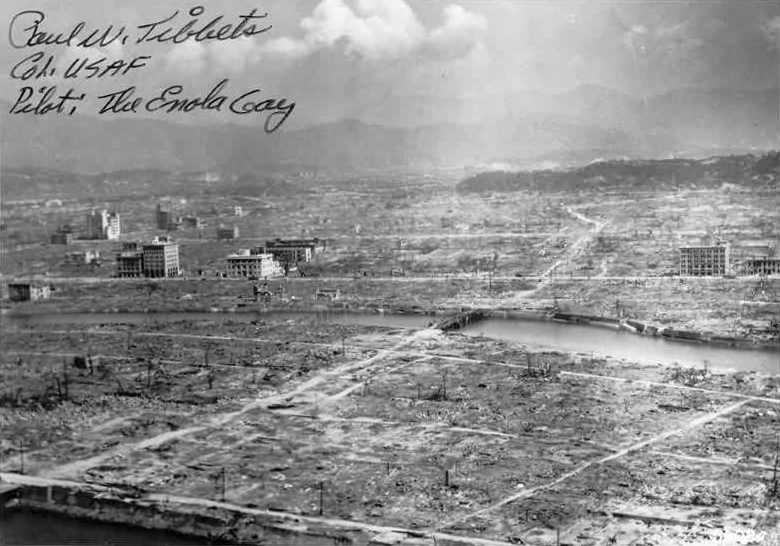
Hiroshima agosto de 1945
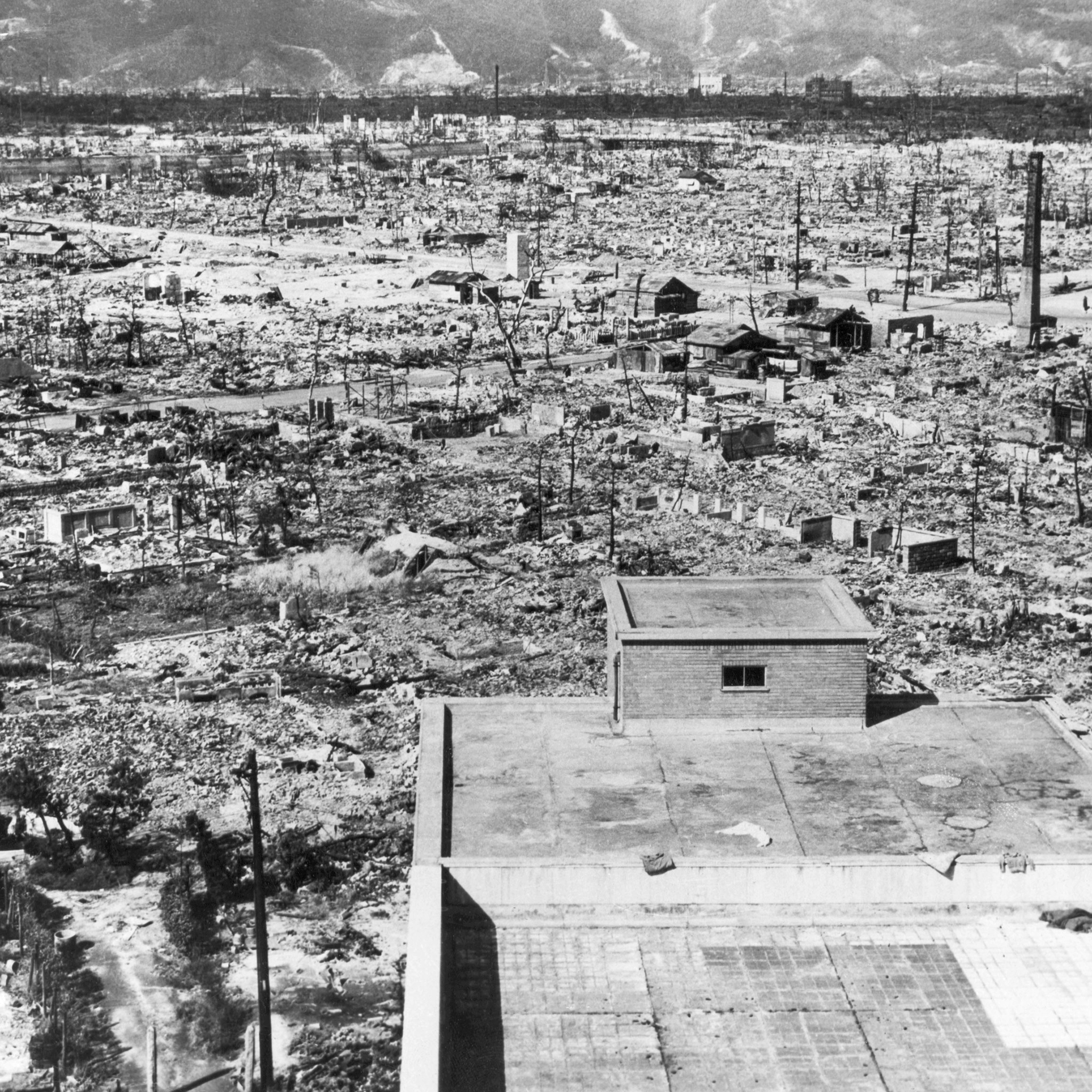
Hiroshima en octubre de 1945, dos meses después del bombardeo.
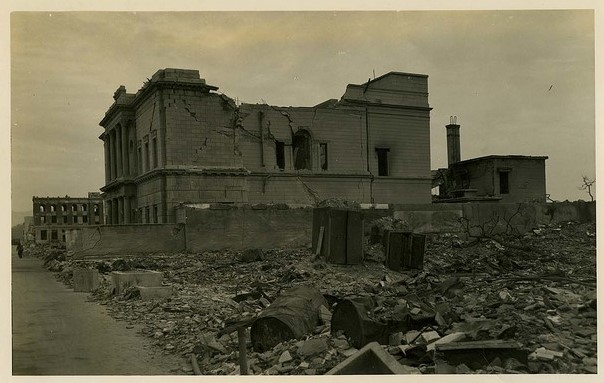
Antigua sucursal del Mitsui Bank en  Hiroshima (1945.

## Geografía

### Geografía urbana
Hiroshima posee ocho barrios:
| Barrio                                                                       | Barrio   | Población | Área (km²) | Densidad (por km²) |
| ---------------------------------------------------------------------------- | -------- | --------- | ---------- | ------------------ |
| Aki-ku                                                                       | 安芸区   | 79.115    | 94,08      | 841                |
| Asa-kita-ku                                                                  | 安佐北区 | 142.733   | 353,33     | 404                |
| Asa-minami-ku                                                                | 安佐南区 | 244.789   | 117,03     | 2.092              |
| Higashi-ku                                                                   | 東区     | 120.233   | 39,42      | 3.050              |
| Minami-ku                                                                    | 南区     | 142.724   | 26,46      | 5.394              |
| Naka-ku                                                                      | 中区     | 136.021   | 15,32      | 8.879              |
| Nishi-ku                                                                     | 西区     | 189.217   | 35,61      | 5.314              |
| Saeki-ku                                                                     | 佐伯区   | 140.427   | 225,43     | 623                |
| Total                                                                        | Total    | 1.195.259 | 906,69     | 1.318              |
| Fuente: Población al 31 de septiembre de 2020 / Área al 1 de octubre de 2020 |          |           |            |                    |

Siete barrios, salvo Saeki-ku, fueron creados en el año 1980, cuando Hiroshima fue designado como Seirei-shitei Toshi (政令指定都市).
El centro de la ciudad consta de tres barrios: Naka-ku (中区) o el barrio central, donde se sitúa el ayuntamiento, Minami-ku (南区) o el barrio del sur, y Nishi-ku (西区) o el barrio del oeste. En estos tres barrios se opera Hiroden, o las tranvías urbanas. En Naka-ku se encuentra el área más comercialmente desarrollado de la ciudad, como Hondōri (本通り), la galería comercial, o Hatchōbori (八丁堀). Allí también están el Parque de la Paz (平和公園 Heiwa-koen) y la Cúpula de la Bomba Atómica. La Estación de Hiroshima se encuentra en la frontera de entre Minami-ku y Higashi-ku (東区), éste significa el barrio del este.
Asa-kita-ku (安佐北区) y Asa-minami-ku (安佐南区) forman la parte norteña de la ciudad, donde se sitúan más montañas que los barrios del centro. Asa es el nombre de esta área, que, antes de fusionarse con la ciudad de Hiroshima formaba un distrito de este nombre. Aki-ku (安芸区) está en el más del este de la ciudad, donde se encuentran, como Nishi-ku y Saeki-ku, numerosos conjuntos de viviendas para las familias que trabajan en el centro. Aki es el nombre de la antigua provincia que equivale a la mitad occidental de la actual prefectura de Hiroshima.
Saeki-ku (佐伯区) es el único barrio que se instaló después de la designación de Seirei-shitei Toshi, concretamente en 1985, cuando el pueblo llamado Itsukaichi-chō (五日市町) se fusionó con la ciudad. El territorio de Saeki-ku era idéntico al de este pueblo, antes de la unión con otro pueblo, Yuki-chō (湯来町), que actualmente forma parte del barrio.

### Clima
Climatología en la ciudad de Hiroshima entre los años 1971-2000
| Parámetros climáticos promedio de Hiroshima, Japón (1971-2000) | Parámetros climáticos promedio de Hiroshima, Japón (1971-2000) | Parámetros climáticos promedio de Hiroshima, Japón (1971-2000) | Parámetros climáticos promedio de Hiroshima, Japón (1971-2000) | Parámetros climáticos promedio de Hiroshima, Japón (1971-2000) | Parámetros climáticos promedio de Hiroshima, Japón (1971-2000) | Parámetros climáticos promedio de Hiroshima, Japón (1971-2000) | Parámetros climáticos promedio de Hiroshima, Japón (1971-2000) | Parámetros climáticos promedio de Hiroshima, Japón (1971-2000) | Parámetros climáticos promedio de Hiroshima, Japón (1971-2000) | Parámetros climáticos promedio de Hiroshima, Japón (1971-2000) | Parámetros climáticos promedio de Hiroshima, Japón (1971-2000) | Parámetros climáticos promedio de Hiroshima, Japón (1971-2000) | Parámetros climáticos promedio de Hiroshima, Japón (1971-2000) |
| Mes                                                            | Ene.                                                           | Feb.                                                           | Mar.                                                           | Abr.                                                           | May.                                                           | Jun.                                                           | Jul.                                                           | Ago.                                                           | Sep.                                                           | Oct.                                                           | Nov.                                                           | Dic.                                                           | Anual                                                          |
| -------------------------------------------------------------- | -------------------------------------------------------------- | -------------------------------------------------------------- | -------------------------------------------------------------- | -------------------------------------------------------------- | -------------------------------------------------------------- | -------------------------------------------------------------- | -------------------------------------------------------------- | -------------------------------------------------------------- | -------------------------------------------------------------- | -------------------------------------------------------------- | -------------------------------------------------------------- | -------------------------------------------------------------- | -------------------------------------------------------------- |
| Temp. máx. media (°C)                                          | 9.6                                                            | 10.2                                                           | 13.8                                                           | 19.5                                                           | 23.8                                                           | 26.9                                                           | 30.8                                                           | 32.1                                                           | 28.3                                                           | 23.0                                                           | 17.2                                                           | 12.3                                                           | 20.6                                                           |
| Temp. media (°C)                                               | 5.3                                                            | 5.7                                                            | 9.0                                                            | 14.6                                                           | 18.9                                                           | 22.8                                                           | 26.9                                                           | 27.9                                                           | 23.9                                                           | 18.0                                                           | 12.3                                                           | 7.5                                                            | 16.1                                                           |
| Temp. mín. media (°C)                                          | 1.7                                                            | 1.8                                                            | 4.5                                                            | 9.8                                                            | 14.3                                                           | 19.2                                                           | 23.7                                                           | 24.3                                                           | 20.2                                                           | 13.8                                                           | 8.2                                                            | 3.5                                                            | 12.1                                                           |
| Precipitación total (mm)                                       | 46.9                                                           | 66.9                                                           | 120.5                                                          | 156.0                                                          | 156.8                                                          | 258.1                                                          | 236.3                                                          | 126.0                                                          | 180.3                                                          | 95.4                                                           | 67.8                                                           | 34.8                                                           | 1540.6                                                         |
| Nevadas (cm)                                                   | 5                                                              | 6                                                              | 1                                                              | 0                                                              | 0                                                              | 0                                                              | 0                                                              | 0                                                              | 0                                                              | 0                                                              | 0                                                              | 2                                                              | 13                                                             |
| Días de nevadas (≥ 1 mm)                                       | 7.8                                                            | 7.6                                                            | 2.4                                                            | 0.0                                                            | 0.0                                                            | 0.0                                                            | 0.0                                                            | 0.0                                                            | 0.0                                                            | 0.0                                                            | 0.3                                                            | 4.3                                                            | 22.4                                                           |
| Horas de sol                                                   | 137.5                                                          | 131.1                                                          | 166.3                                                          | 189.1                                                          | 205.7                                                          | 158.8                                                          | 182.9                                                          | 201.5                                                          | 154.9                                                          | 180.2                                                          | 149.3                                                          | 147.8                                                          | 2004.9                                                         |
| Humedad relativa (%)                                           | 67                                                             | 67                                                             | 65                                                             | 64                                                             | 66                                                             | 73                                                             | 75                                                             | 71                                                             | 71                                                             | 69                                                             | 68                                                             | 69                                                             | 69                                                             |
| Fuente: 6 de agosto de 2009                                    |                                                                |                                                                |                                                                |                                                                |                                                                |                                                                |                                                                |                                                                |                                                                |                                                                |                                                                |                                                                |                                                                |

## Demografía
En 2006 se estimaba que la población de la ciudad era de 1.154.391 habitantes, mientras el total de habitantes del área metropolitana en el año 2000 se estimaba en 2.043.788. El área total de la ciudad es de 905,08km², con una densidad de 1.275,4 personas por km².
La población en 1910 era de alrededor de 143.000 habitantes, antes de la Segunda Guerra Mundial la población había crecido a 360.000 habitantes, alcanzando su punto máximo en 1942 con 419.182 habitantes. Después del bombardeo atómico en 1945 la población descendió a 137.197. Hacia 1955, la población de la ciudad había vuelto a niveles de antes de la guerra.

## Infraestructura

### Transportes

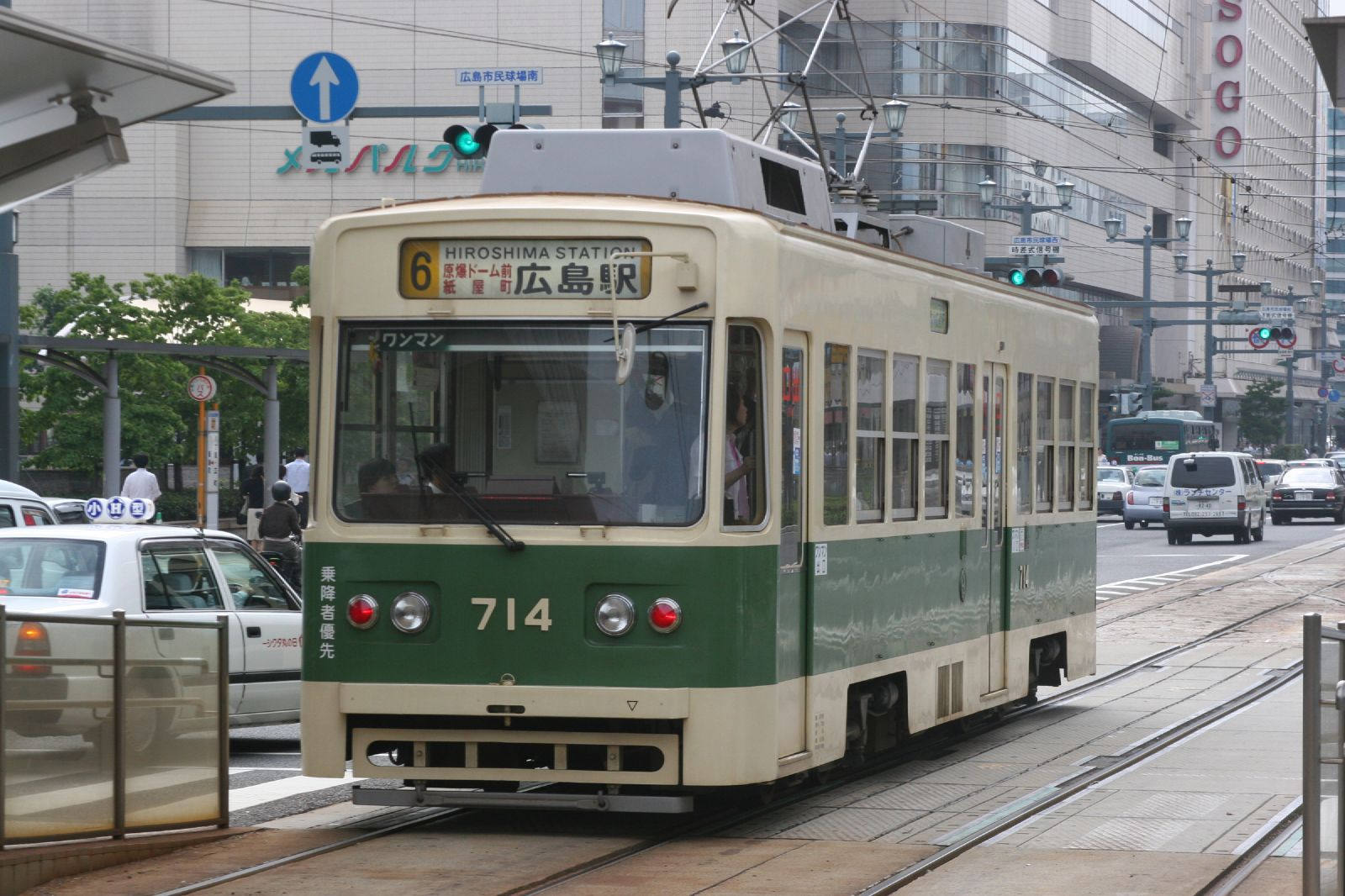
Tranvía de Hiroden.

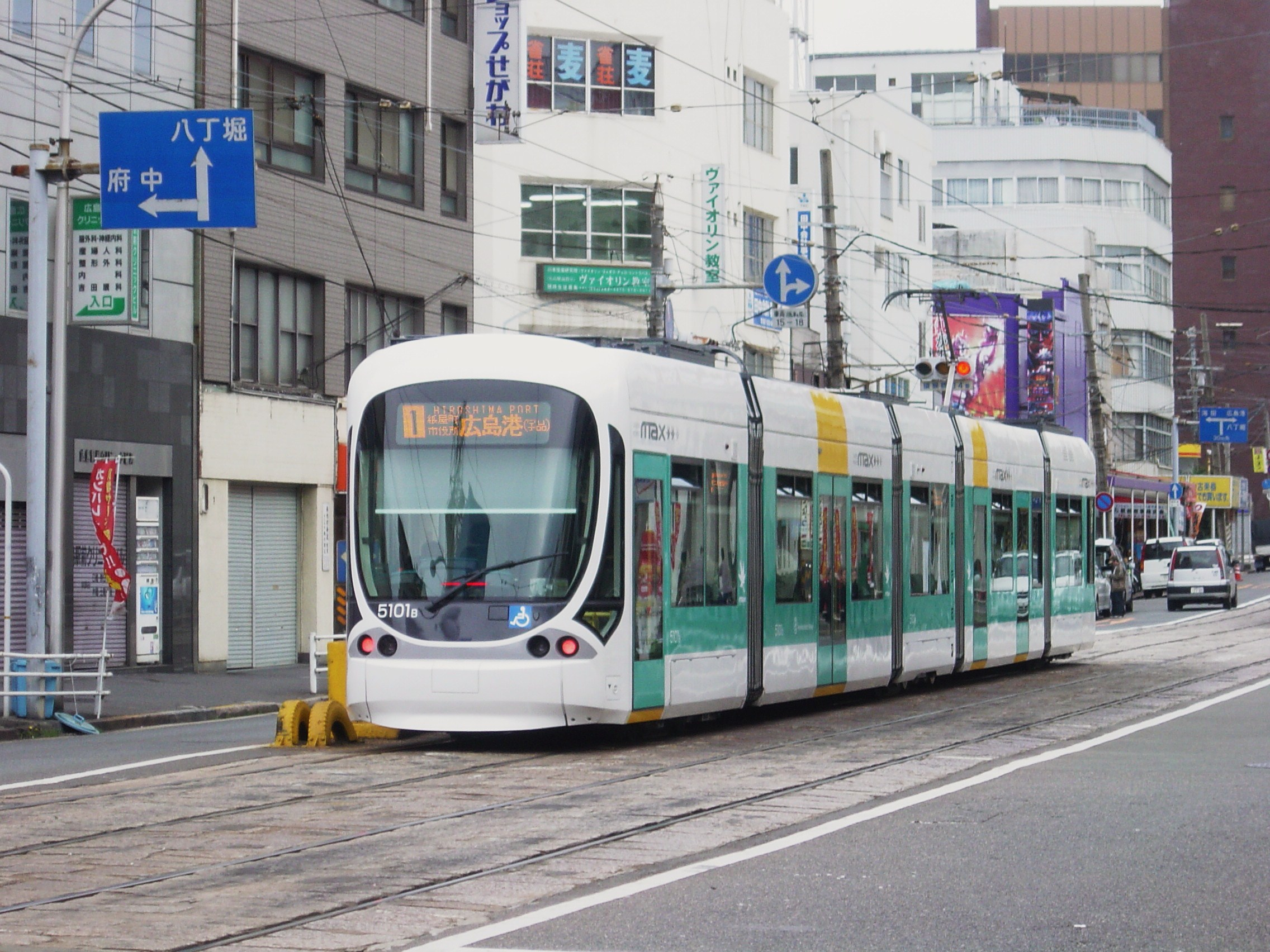
Metro ligero.

El transporte público local en Hiroshima está proporcionado por un sistema de tranvías, operado por Hiroshima Electric Railway conocido por el nombre de"Hiroden" (広電?) por el hecho de ser más corto. Hiroden también se ocupa de la operativa de los buses públicos dentro y fuera de la Prefectura de Hiroshima. Hiroshima Electric Railway fue fundada el 18 de junio de 1910, en Hiroshima. Mientras que muchas otras ciudades japonesas abandonaron el sistema de tranvías en la década de los ochenta, Hiroshima lo mantuvo debido a que la construcción de un sistema de metro era demasiado caro para la ciudad como para afrontarlo, al estar localizada en un delta. Durante los sesenta, Hiroshima Electric Railway, o Hiroden, compraron tranvías adicionales de otras ciudades japonesas. Aunque los tranvías en Hiroshima están actualmente siendo reemplazados por modelos nuevos, muchos mantienen su apariencia original, por lo cual el sistema de tranvías es a menudo llamado "Museo en movimiento" por los fanáticos de los trenes. De los cuatro tranvías que sobrevivieron a la guerra, dos permanecen en operación (Trenes de serie 650 de Hiroden). Hay ocho líneas de tranvía, la mayoría de las cuales concluyen en una o más de las estaciones de JR Oeste, Estación de Hiroshima, de Yokogawa, o de Nishi-Hiroshima.

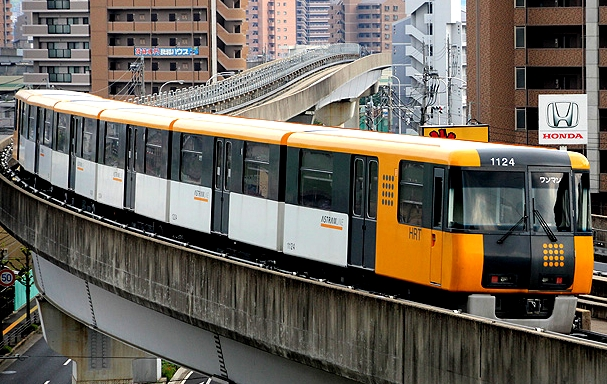
Línea Astram.

La Línea Astram abierta en Hiroshima para los Juegos Asiáticos de 1994, con una línea desde el centro de Hiroshima a Seifu Shinto y el Gran Arco de Hiroshima, el principal estadio de los Juegos Asiáticos. Astram utiliza coches tranvía con ruedas neumáticas, y proporciona servicios a todos los suburbios que no cuentan con un servicio de tranvías de Hiroden. La Línea de teleféricos Midorizaka es un monorail que opera entre Midoriguchi y Midori-ChūōLínea, efectuando tres paradas.
La estación de Hiroshima de JR Oeste ofrece servicios entre ciudades a través del ferrocarril, incluyendo servicios como el Sanyō Shinkansen que proporciona servicios de alta velocidad entre Shin-Ōsaka y Fukuoka. El Sanyō Shinkansen comenzó sus servicios a Hiroshima en 1975, cuando fue inaugurada la ampliación Osaka-Hakata. Otros servicios de ferrocarril incluyen la Línea a Sanyō, la Línea a Kabe, la Línea a Geibi, y la Línea a Kure.
Los servicios de ferries están proporcionados por JR Miyajima Ferry y Miyajima Matsudai Kisen con destino a Miyajima. Hiroden proporciona un medio de transporte a la Estación de Miyajima-guchi, que se encuentra cerca de la terminal de ferry de donde parten los barcos rumbo a Miyajima. El puerto de Hiroshima es la principal terminal de ferries de pasajeros de Hiroshima, con servicios a Etajima, Matsuyama, y otros destinos. También hay una terminal de ferries internacionales donde se pueden tomar barcos con destino a Busan y Ulsan en Corea del Sur, Shanghái, Dalian, Qingdao y Ningbo en China, Keelung y Kaohsiung en Taiwán, así como servicios a Hong Kong.
También se pueden encontrar servicios de taxi marítimo que circulan por los canales ota-gawa en el centro de la ciudad.
El Aeropuerto de Hiroshima, que se encuentra en las proximidades de Mihara, proporciona servicios aéreo en vuelos por el interior de Japón a Tokio, Sapporo, Okinawa, y Sendai. En cuanto a vuelos internacionales se refiere, en el aeropuerto se ofrecen vuelos a Seúl, Guam, Bangkok, Taipéi, Shanghái, Pekín, y Dalian. También se cuenta con vuelos de alimentación regionales en el Aeropuerto de Hiroshima-Nishi.

## Economía
Hiroshima es el centro de la industria de la región de Chugoku - Shikoku. Es una ciudad portuaria y su aeropuerto es utilizado para el transporte de mercancías.

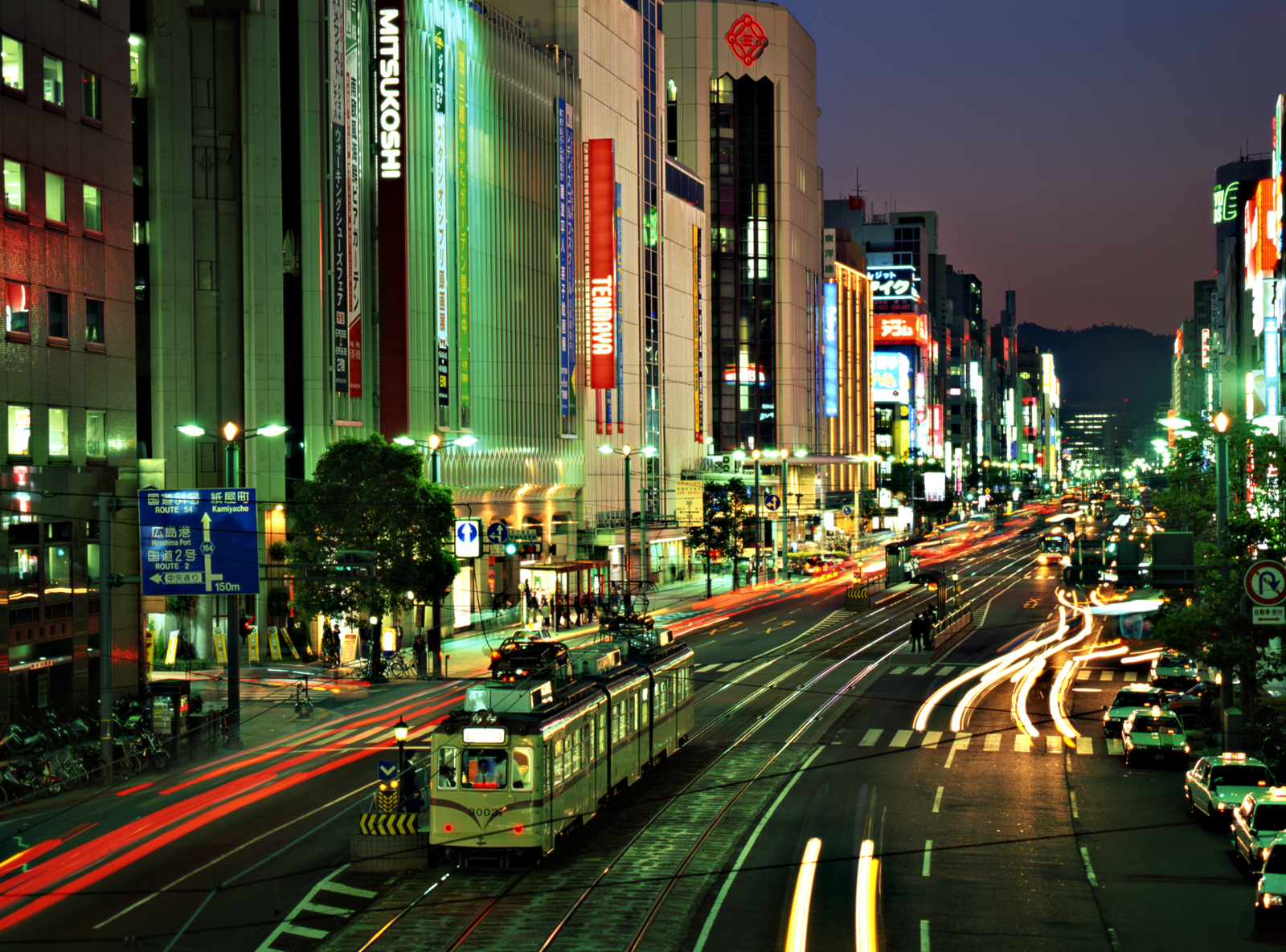
Hiroshima durante la noche.

Su principal fuente es la industria de transformación, con las industrias básicas que es la producción de automóviles Mazda, piezas de automóviles y equipo industrial. Mazda Motor Corporation es, de lejos, la empresa dominante de Hiroshima. Las ventas de Mazda son el 32% del PIB de Hiroshima. Mazda hace muchos modelos en Hiroshima para exportar a todo el mundo, incluyendo el popular MX-5/Miata, Mazda Demio (Mazda2 ), Mazda CX-9 y Mazda RX-8. El Mazda CX-7 ha sido construido allí desde principios de 2006.

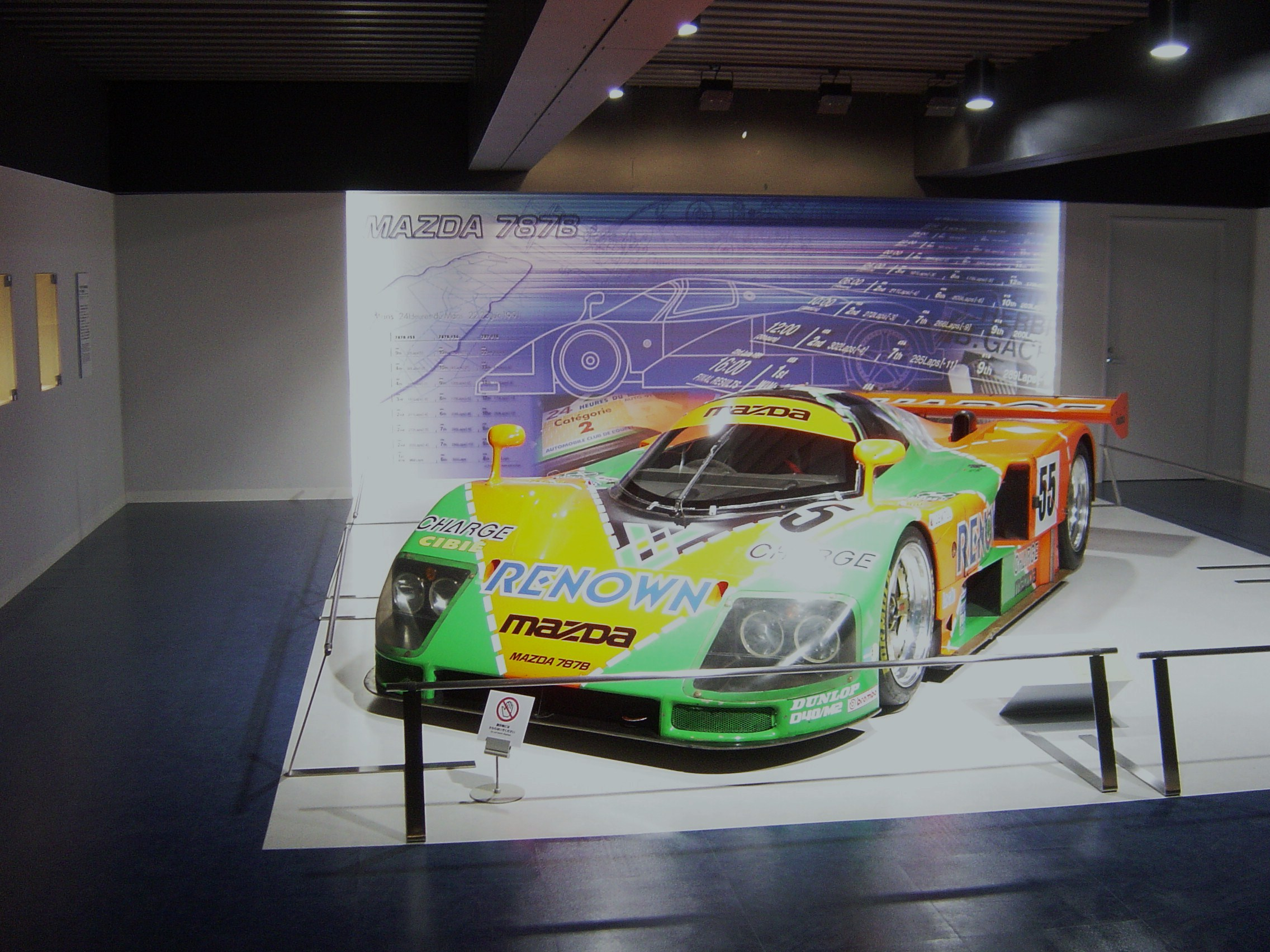
Mazda 787B en el Museo de Mazda en Hiroshima.

Debido a que estas industrias deben disponer de capacidad de investigación y diseño, también hay en Hiroshima numerosas empresas innovadoras que han participado activamente en los campos de crecimiento (por ejemplo, la Compañía de Ingeniería de Vehículos de Hiroshima (HIVEC).)
Otro resultado de la concentración de la industria es una acumulación de personal calificado y tecnologías fundamentales. Esto es considerado por las empresas a ser una razón importante para la ubicación en Hiroshima. Los costos de preparación de negocio son también mucho menores que en otras grandes ciudades en el país y existe un amplio sistema de incentivos fiscales que se ofrecen a las empresas que se instalen en Hiroshima. Esto es especialmente evidente en dos proyectos: el de La Estación Hiroshima de Desarrollo Urbano del Distrito y la Seifu sintoísta la zona que ofrecen cuotas de capital (hasta 501 millones de yenes en 5 años), exenciones fiscales y subsidios de los empleados. Seifu sintoísta New Town es el mayor proyecto de construcción en la región y es un intento de construir "una ciudad dentro de una ciudad". Se está tratando de diseñar desde el principio un lugar para trabajar, jugar, relajarse y vivir.
Hiroshima ha sido recientemente incluida en la lista de Lonely Planet de las principales ciudades del mundo.

## Cultura
Hiroshima tiene una orquesta sinfónica profesional, que viene realizando a cada año desde 1963 el Wel Ciudad de Hiroshima. Hay también muchos museos, incluyendo el Museo Conmemorativo de la Paz de Hiroshima, también cuenta con el Museo de Arte de Hiroshima, que posee una extensa colección de franceses, este museo fue inaugurado en 1978. Además cuenta con el Museo de Arte de la Prefectura de Hiroshima y el Museo de Arte Contemporáneo, inaugurados en 1968 y 1989 respectivamente.

### Gastronomía
Hiroshima es famosa por las tortillas llamadas Okonomiyaki, un plato preparado a la plancha. También se consigue la Salsa Okonomi, utilizada para acompañar la tortilla.

### Patrimonio de la Humanidad en Hiroshima
Hiroshima cuenta con dos lugares clasificados por la Unesco como Patrimonio de la Humanidad:
- El Santuario Itsukushima en la isla de Miyajima.

- Monumento de la Paz de Hiroshima

## Deportes
El equipo de fútbol Sanfrecce Hiroshima ha ganado la J1 League en 2012, 2013 y 2015.

## Ciudades hermanas
La ciudad de Hiroshima está hermanada con las siguientes ciudades:
- Honolulú ( Estados Unidos), desde 1959
- Volgogrado ( Rusia),[19] desde 1972
- Hanóver ( Alemania),[20] desde 1983
- Chongqing ( China), desde 1986
- Daegu ( Corea del Sur), desde 1997
- Montreal ( Canadá), desde 1998

## Galería de imágenes

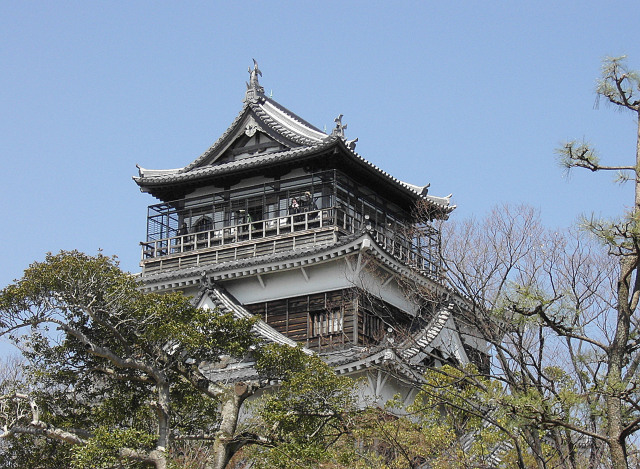
Castillo de Hiroshima
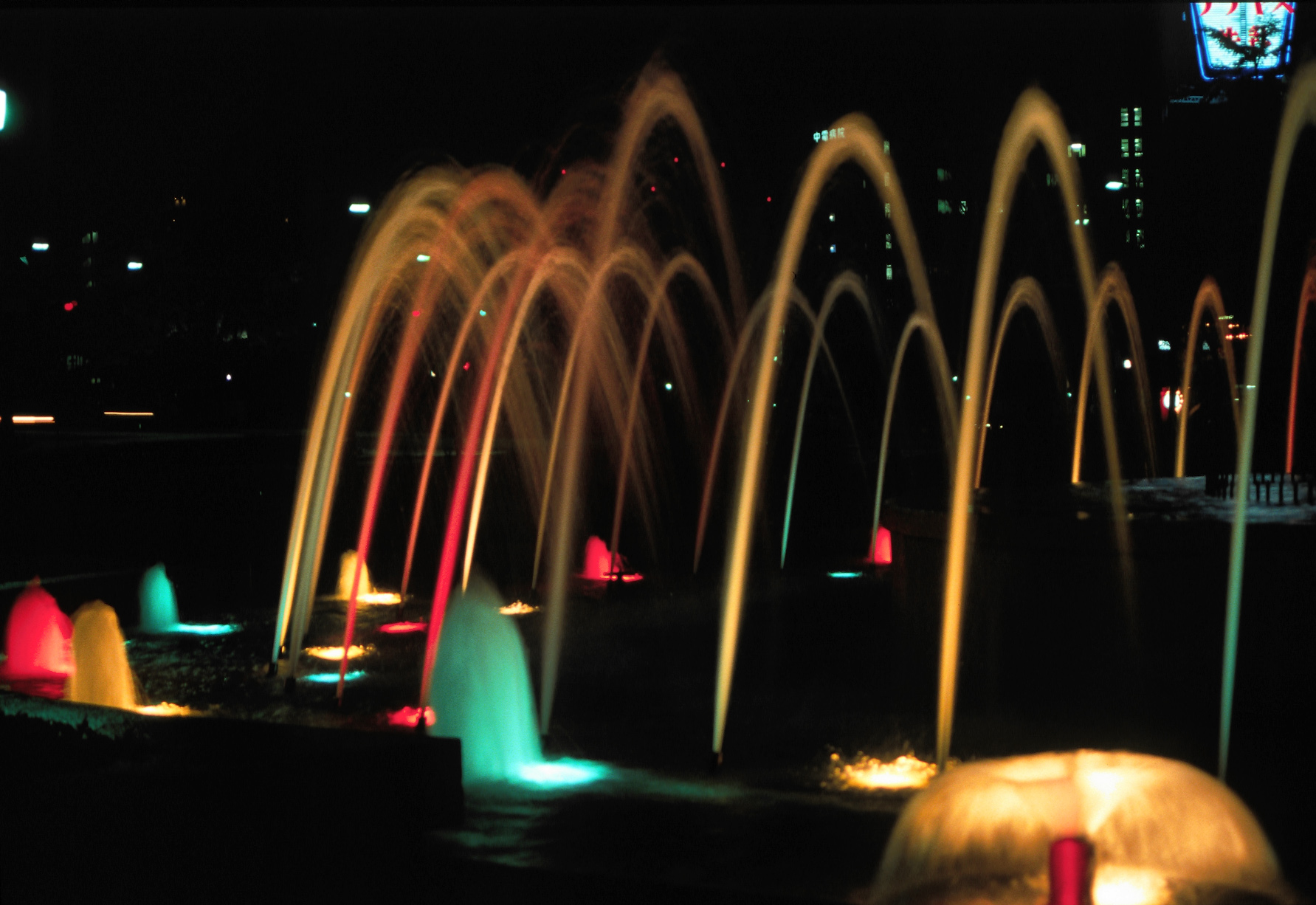
Fuente de Hiroshima
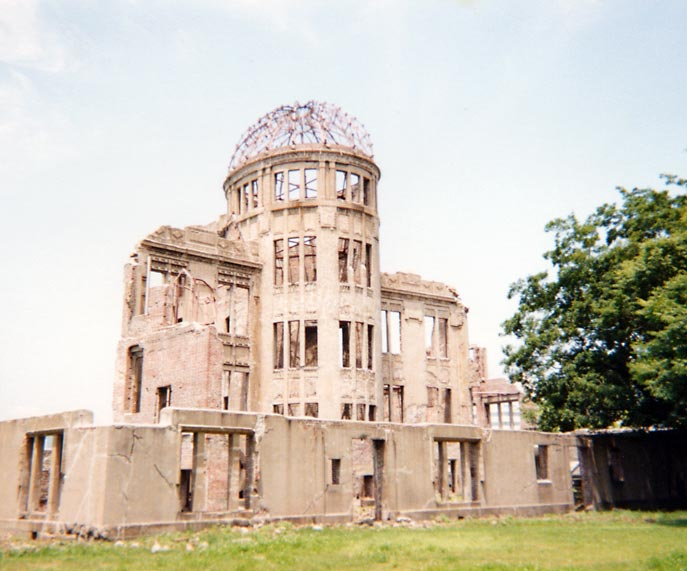
Cúpula Genbaku, símbolo de la ciudad
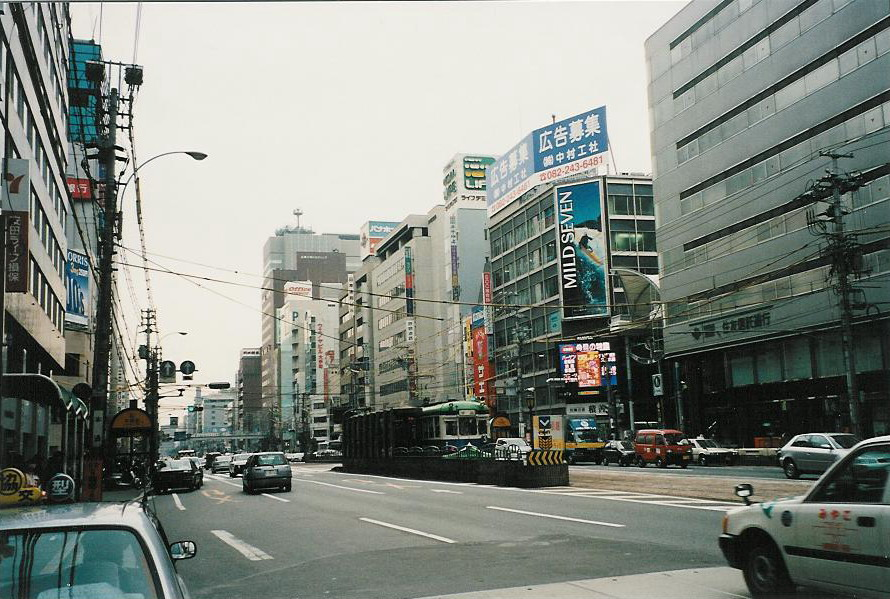
Calle de Hiroshima
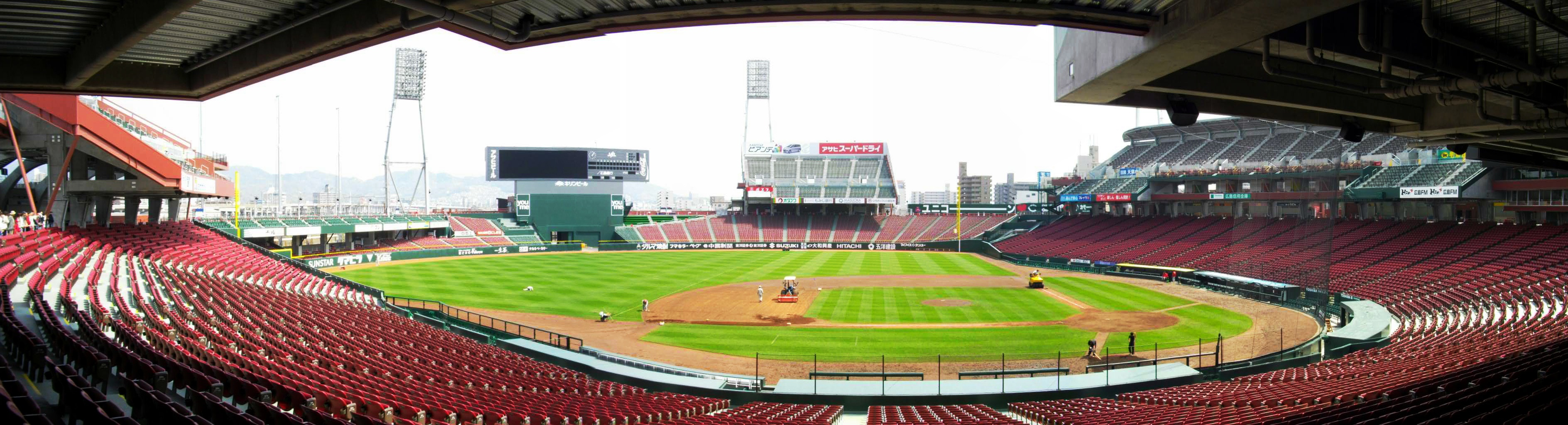
Estadio de béisbol de Hiroshima